# Banque Fortuna
Fortuna Banque ou bien la banque Fortuna est une banque coopérative luxembourgeoise.

## Histoire
Fortuna Banque est créée en 1920 sous le nom de « La Fortune » par des membres de la Confédération luxembourgeoise des syndicats chrétiens afin d'offrir des services bancaires aux travailleurs,.
En novembre 2018, la banque Fortuna est rachetée par la Bank of Beirut (en), qui maintient toutefois la direction et le personnel existant. Toutefois, l'accord de rachat est soumis à l'accord de la Banque centrale européenne. Finalement, les procédures de rachat sont rompues en mars 2020 à la suite de la crise économique que subit le Liban. 
La société britannique Chenavari Investment Manager dont le siège est à Londres s'engage à reprendre Fortuna Banque selon un communiqué de juin 2020 publié par la coopérative.
En 2022, elle annonce l'arrêt progressif de ses activités bancaires.
Fortuna Banque s.c. se trouve en liquidation judiciaire depuis le 12 octobre 2023.

## Organisation
La banque est détenue à 100 % par 449 sociétaires et compte environ 7 000 clients, principalement des particuliers et des entreprises. Elle emploie 26 salariés. 
L'ancien bourgmestre de la commune de Consdorf, André Poorters est choisi pour présider le conseil administration de la Fortuna Banque en avril 2015.